# El Veranito, Sinaloa
El Veranito är en ort i Mexiko.   Den ligger i kommunen Sinaloa och delstaten Sinaloa, i den västra delen av landet, 1 200 km nordväst om huvudstaden Mexico City. El Veranito ligger 118 meter över havet och antalet invånare är 202.
Terrängen runt El Veranito är huvudsakligen platt, men åt nordost är den kuperad. Runt El Veranito är det glesbefolkat, med 19 invånare per kvadratkilometer. Närmaste större samhälle är Sinaloa de Leyva, 15,5 km söder om El Veranito. I omgivningarna runt El Veranito växer huvudsakligen savannskog.